# Device (Metal-Band)
Device war eine US-amerikanische Metal-Band, die 2012 von Disturbed-Sänger David Draiman und Geno Lenardo, dem ehemaligen Gitarristen von Filter, gegründet wurde. Die Band veröffentlichte ein selbstbetiteltes Album im Jahr 2013.

## Geschichte
Ende 2011 verkündete die Metal-Band Disturbed mit Leadsänger David Draiman, eine unbefristete Pause einzulegen. Zur gleichen Zeit arbeitete der ehemalige Filter-Gitarrist Geno Lenardo an einigen Beiträgen für den Soundtrack des Films Underworld: Awakening (2012). Draiman zeigte sich sehr interessiert an Lenardos Musik und tat sich mit ihm für ein gemeinsames Projekt zusammen.
Ab Juni 2012 arbeiteten sie am gleichnamigen Debütalbum von Device, das letztlich am 9. April 2013 via Warner Bros. erschien. Für das Album luden Draiman und Lenardo zahlreiche prominente Gastmusiker wie Geezer Butler (Black Sabbath), Serj Tankian (System of a Down), M. Shadows (Avenged Sevenfold) oder Tom Morello (Rage Against the Machine) ein. Beim Lita-Ford-/Ozzy-Osbourne-Cover „Close My Eyes Forever“ ist Lzzy Hale von Halestorm zu hören.
Während Lenardo nicht live mit Device auftreten wollte, wurde Draiman bei Konzerten vom Evanescence-Schlagzeuger Will Hunt und dem Dope-Gitarristen Virus unterstützt. Bei den Loudwire Music Awards 2013 wurde Device in der Kategorie „Best New Artist“ ausgezeichnet. Im März 2016 schloss David Draiman ein weiteres Studioalbum von Device aus.

## Stil und Rezeption
Draiman selbst hebt Einflüsse früher Industrial-Rock-Bands wie Nine Inch Nails oder Ministry hervor, die maßgeblich zum „futuristischen Rock“ von Device geführt hätten.
Das Debütalbum stieß bei Rezensenten auf zwiegespaltene Kritik. So zeigte sich Matthias Weckmann vom Metal Hammer überrascht, dass sich Device so nahe an der Hauptband des Sängers Disturbed orientiere. Fans könnten „blind und taub zuschlagen“, die angekündigte Industrial-Ausrichtung sei nur unterschwellig zu verspüren. Die Gastmusiker sorgten zudem für Abwechslung. 
Marc Halupczok, ebenso Redakteur beim Metal Hammer, hält die erste Veröffentlichung der Band hingegen für verzichtbar. So urteilte er, dass das „verwaschene, bisweilen mit einem dezenten Pluckern unterlegte Riffing […] weder Fisch noch Fleisch [ist] und […] nach ein paar Minuten einfach nur noch [nervt]. Ein gewisses Niveau wird zwar nie unterschritten, aber auf einer Disturbed-Scheibe wären diese Tracks allenfalls Durchschnitt gewesen“.
Sascha Krüger von der Visions bewertete das Album mit fünf von zwölf möglichen Punkten und kritisierte unter anderem, dass „Draiman sein übertheatralisches Großkotz-Gebaren, das schon Disturbed aller Glaubwürdigkeit beraubt hat, auch hier nicht ablegt“ und die Refrains „mehr an Meat Loaf als an Trent Reznor“ erinnern.

## Diskografie
| Jahr | Titel Musiklabel    | Höchstplatzierung, Gesamtwochen, AuszeichnungChartplatzierungen (Jahr, Titel, Musiklabel, Platzierungen, Wochen, Auszeichnungen, Anmerkungen) | Höchstplatzierung, Gesamtwochen, AuszeichnungChartplatzierungen (Jahr, Titel, Musiklabel, Platzierungen, Wochen, Auszeichnungen, Anmerkungen) | Höchstplatzierung, Gesamtwochen, AuszeichnungChartplatzierungen (Jahr, Titel, Musiklabel, Platzierungen, Wochen, Auszeichnungen, Anmerkungen) | Höchstplatzierung, Gesamtwochen, AuszeichnungChartplatzierungen (Jahr, Titel, Musiklabel, Platzierungen, Wochen, Auszeichnungen, Anmerkungen) | Anmerkungen                         |
| Jahr | Titel Musiklabel    | DE | AT | UK | US | Anmerkungen                         |
| ---- | ------------------- | --- | --- | --- | --- | ----------------------------------- |
| 2013 | Device Warner Bros. | DE54 (1 Wo.)DE | AT57 (1 Wo.)AT | UK64 (1 Wo.)UK | US11 (9 Wo.)US | Erstveröffentlichung: 9. April 2013 |